# Аверрунк
Аверру́нк (лат. Averruncus, греч. Αποτροπαιος) — эпитет любого божества, отвращающего зло, страдание или опасность.
У древних греков оно носило различные названия и награждалось эпитетами: αλεξικακος — «защищающий от несчастья», ακεδιος — «исцеляющий», λυτηριος — «освободитель», αποπομπαιος — «отвратитель бед».